# Carmen García Moyón
La bienheureuse Carmen García Moyón est une religieuse catholique franco-espagnole née le 13 septembre 1888 à Nantes et assassinée le 30 janvier 1937 à Torrent.

## Biographie
Carmen García Moyón naît d'un père espagnol, José García Jiménez, et d'une mère française, Marie Joséphine Moyon. Elle entre dans la Congrégation des Sœurs tertiaires capucines de la Sainte Famille le 11 mai 1917 et prend le nom en religion de Sor Esperanza de Nantes. Avant de prononcer ses vœux perpétuels, elle quitte cependant la communauté. En 1926, elle s'installe dans la ville de Torrent à Valence, où elle se consacre au catéchisme, en collaboration avec les tertiaires capucins, au couvent de Monte-Sion.
Dans la nuit du 30 janvier 1937, elle est enlevée et emmenée au Barranc de les Canyes dans un vignoble avec ses six ravisseurs. Selon le récit des personnes qui ont kidnappé la catéchiste García Moyón, ils ont tenté de la violer mais elle a résisté, ce qui les a amenés à l'asperger d'essence et à la brûler vive.
Selon ses propres ravisseurs, "le spectacle était horrible" et pendant qu'elle brûlait, elle a crié "Vive le Christ Roi" à trois reprises, faisant allusion à Jésus Christ.
Martyre de la guerre civile espagnole, elle est béatifiée le 11 mars 2001 avec les martyrs amigoniens (es) et d'autres martyrs espagnols, par le pape Jean-Paul II.
Elle est la patronne des laïcs amigoniens et des coopérateurs (laïcs).

## Sources
- (es) Cet article est partiellement ou en totalité issu de l’article de Wikipédia en espagnol intitulé « Carmen García Moyón » (voir la liste des auteurs).